# Бардовский, Пётр Васильевич
Пётр Васильевич Бардовский (ок. 1847 — 1886) — русский революционер, юрист. Один из главных деятелей польской партии «Пролетариат», автор «воззвания к воинским чинам», имевшего большое распространение в частях войск, расквартированных в Царстве Польском.

## Биография
Родился около 1847 года в семье директора гимназии и автора учебников Василия Степановича Бардовского.
Окончил 1-ю Санкт-Петербургскую гимназию и в 1868 году — юридический факультет Санкт-Петербургского университета кандидатом права. Ещё будучи студентом вместе с братом Григорием, впоследствии известным защитником по политическим делам, он принимал участие в студенческих радикальных кружках. По окончании университета, непосредственно не примыкая ни к каким революционным организациям, был однако в контакте со всеми революционными группировками и в качестве «сочувствующего» оказывал движению посильную помощь; поддерживал связь с «землевольцами» и «народовольцами».
Сразу после окончания университета поступил на службу по судебному ведомству; до 1875 года работал в Петербурге помощником секретаря, а затем секретарём в 1-м отделении 3-го отделения Сената. В 1875 году по собственному желанию перешёл на судебную работу, стал мировым судьёй в Плоцке. Здесь он вступил в конфликт с местной жандармерией, поскольку вместе с другими работниками суда направил соболезнования семье писателя и поэта Николая Алексеевича Некрасова.
С 1880 года состоял коронным мировым судьёй 1-го участка Варшавы. С 1883 года его квартира стала архивом партии «Пролетариат» — местом хранения и изготовления наиболее ответственных партийных документов. По поручению ЦК партии он основал революционный кружок среди офицеров крепости Модлин. Он содействовал сближению пролетариатцев с народовольцами и хранил у себя подлинный документ революционного активного соглашения двух этих партий. Приезжавшие на службу в Варшаву русские офицеры, сочувствующие революционному движению (Люри, Игельстром и др.), направлялись из России к нему; побывал у него и член «Народной воли» офицер Степурин, который связал его с польскими социалистами.
С апреля 1884 года за ним была организована слежка и 28 июня 1884 года он был арестован (вместе с гражданской женой Наталией Поль), в связи с делом Агафона Загурского, наборщика подпольной типографии партии. При аресте в его квартире были обнаружены давно разыскивавшиеся Куницкий, Софья Пласковицкая-Дзянковская и М. Форминский.
В ходе процесса над 29 активистами «Пролетариата» приговором от 20 декабря 1885 года был приговорён к смертной казни (самое серьёзное обвинение заключалось в его авторстве революционного обращения к русским офицерам) и 16 (28) января 1886 года был казнён вместе с Яном Петрусиньским, Станиславом Куницким и Михалом Оссовским.

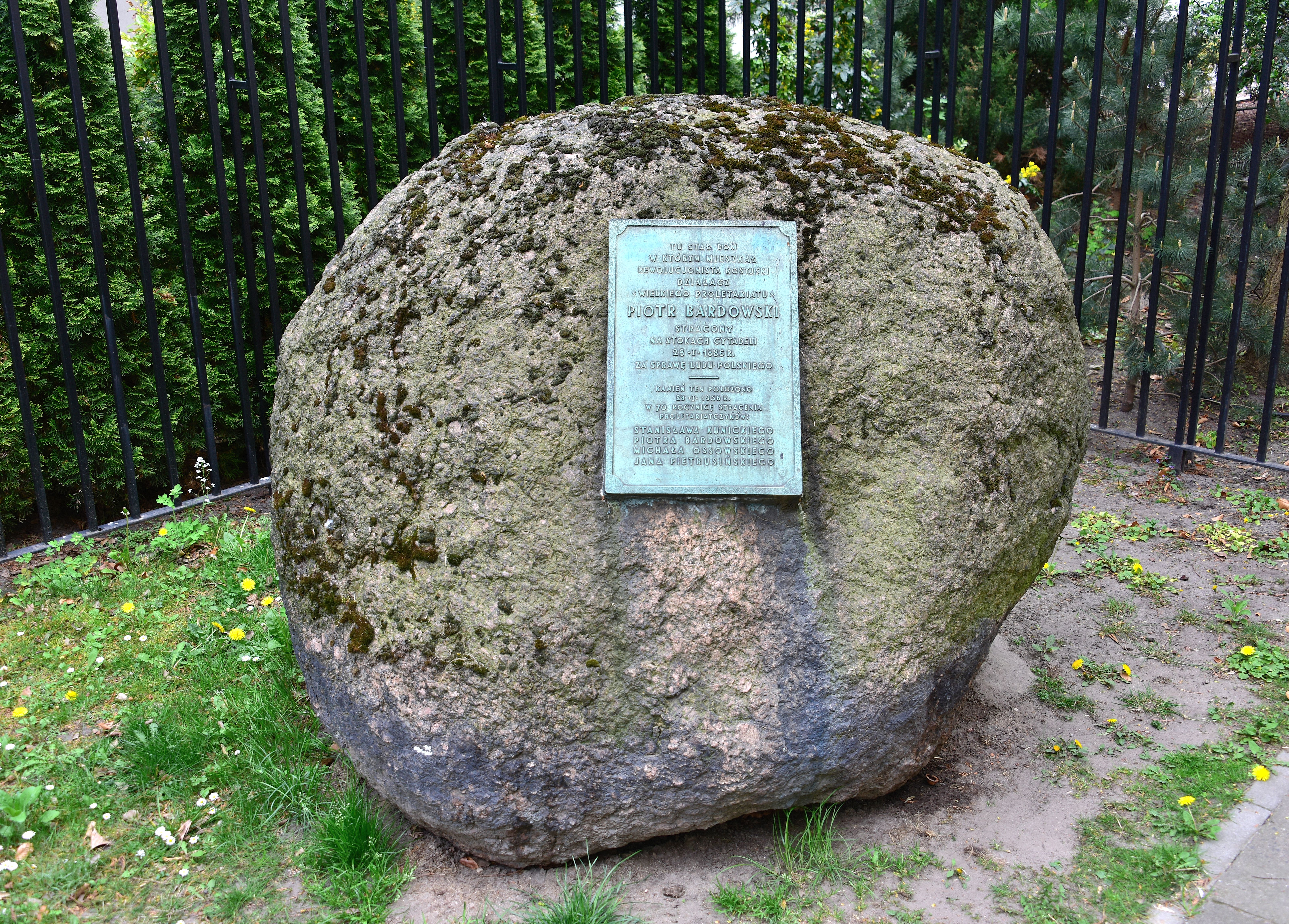
Валун с мемориальной доской в память Петра Бардовского на улице Конвикторская в Варшаве